# José Blandón Castillo
José Isabel Blandón Castillo (c.1944) fue un asesor cercano del dictador de Panamá Manuel Noriega ; The Washington Post lo describió en 1988 como "uno de los asesores de Noriega más antiguos y cercanos",  y se convirtió en un "informante clave" en el procesamiento de Noriega relacionado con las drogas en los Estados Unidos.

## Carrera
Blandón era un "alto oficial de inteligencia" en Panamá y dijo en 1988 que como "jefe de inteligencia política" hasta 1986 había tenido acceso a informes clasificados de inteligencia militar, incluidos informes de Estados Unidos.Blandón era Cónsul General de Panamá en Nueva York cuando Noriega lo destituyó en enero de 1988. Había sido el autor del llamado "Plan Blandón" que, según dijo, Noriega le había pedido que diseñara a mediados de 1987, sobre cómo hacer la transición hacia un gobierno más democrático, con la renuncia de Noriega.El testimonio de Blandón en 1988 ante el Comité Kerry del Senado de Estados Unidos incluyó acusaciones sobre los vínculos panameños con el asunto Irán-Contra,y afirmaciones de que la CIA había ayudado a encubrir el asesinato en 1985 por Noriega del crítico del gobierno Hugo Spadafora.Padre del legislador panameño José Isabel Blandón Figueroa, la desaprobación de su hijo de la posición de Blandón como principal asistente de Manuel Noriega ayudó a empujar a Blandón a desertar.